# Самущенки
Самущенки — деревня в Великолукском районе Псковской области России. Входит в состав сельского поселения «Черпесская волость».
Расположена на севере района, в 40 км к северу от райцентра Великие Луки и в 2 км к северу от волостного центра, деревни Черпесса.

## Население
Численность населения деревни по состоянию на 2000 год составила 16 жителей, на 2010 год — 9 жителей.